# Mister Suisse
 (décembre 2009).
Si vous disposez d'ouvrages ou d'articles de référence ou si vous connaissez des sites web de qualité traitant du thème abordé ici, merci de compléter l'article en donnant les références utiles à sa vérifiabilité et en les liant à la section « Notes et références ».
Mister Suisse est un concours de beauté masculine destiné aux hommes de la Suisse, qualificatif à l'élection de Mister Monde.

## Les Misters Suisse LCC
| Année | Nom                   | Origine    |
| ----- | --------------------- | ---------- |
| 1994  | André Roger Weiss     | Zurich     |
| 1995  | Marcel Specker        | Thurgovie  |
| 1996  | Adel Abdel-Latif      | Bâle-Ville |
| 1997  | Alessandro Augsburger | Lucerne    |
| 1998  | Tamim Kandil          | Zurich     |
| 1999  | Viktor Borsodi        | Zurich     |
| 2000  | Claudio Minder        | Zurich     |
| 2001  | Tobias Rentsch        | Berne      |
| 2002  | Christoph Engel       | Berne      |
| 2003  | Robert Ismajlovic     | Zurich     |
| 2004  | Sven Melig            | Argovie    |
| 2005  | Renzo Blumenthal      | Grisons    |
| 2006  | Miguel San Juan       | Fribourg   |
| 2007  | Tim Wielandt          | Lucerne    |
| 2008  | Stephan Weiler        | Saint-Gall |
| 2009  | André Reithebuch      | Glaris     |
| 2010  | Jan Bühlmann          | Lucerne    |